# 승관 (관직)
승관(僧官)은 한국과 중국이 과거 사용했던 관직이다. 불교 교단이나 승려의 관리 등 불교 문제를 관장하고 처리하기 위해서 중앙과 지방에 임명된 관직으로, 한국에서는 신라, 고려, 조선 초에 사용되었다.